# Rio Open 2023
Il Rio Open 2023, conosciuto anche come Rio Open presented by Claro per motivi di sponsorizzazione, è stato un torneo professionistico di tennis giocato all'aperto sulla terra rossa. Si è trattato della 9ª edizione dell'evento, torneo facente parte dell'ATP Tour 500 nell'ambito dell'ATP Tour 2023. Il torneo si è svolto al Jockey Club Brasileiro di Rio de Janeiro in Brasile, dal 20 al 26 febbraio 2023.

## Partecipanti

### Teste di serie
| Nazionalità | Giocatore            | Ranking | Testa di serie* |
| ----------- | -------------------- | ------- | --------------- |
| Spagna      | Carlos Alcaraz       | 2       | 1               |
| Regno Unito | Cameron Norrie       | 12      | 2               |
| Italia      | Lorenzo Musetti      | 20      | 3               |
| Argentina   | Francisco Cerúndolo  | 30      | 4               |
| Argentina   | Diego Schwartzman    | 32      | 5               |
| Argentina   | Sebastián Báez       | 36      | 6               |
| Spagna      | Albert Ramos Viñolas | 44      | 7               |
| Argentina   | Federico Coria       | 49      | 8               |
| Slovacchia  | Alex Molčan          | 51      | 9               |

* Ranking al 13 febbraio 2023.

### Altri partecipanti
I seguenti giocatori hanno ricevuto una wildcard per il tabellone principale:
- Mateus Alves
- Thomaz Bellucci
- João Fonseca

I seguenti giocatori hanno avuto accesso al tabellone principale con il ranking protetto:
- Hugo Dellien
- Dominic Thiem

Il seguente giocatore è entrato in tabellone come special exempt:
- Juan Pablo Varillas

I seguenti giocatori sono passati dalle qualificazioni:

- Facundo Bagnis
- Marcelo Tomás Barrios Vera
- Hugo Gaston
- Nicolás Jarry

Il seguente giocatore è entrato in tabellone come lucky loser:
- Juan Manuel Cerúndolo

### Ritiri
Prima del torneo
- Federico Coria → sostituito da  Juan Manuel Cerúndolo
- Guido Pella → sostituito da  Dušan Lajović

## Partecipanti al doppio

### Teste di serie
| Nazione    | Giocatore            | Nazione   | Giocatore            | Ranking* | Testa di serie |
| ---------- | -------------------- | --------- | -------------------- | -------- | -------------- |
| Brasile    | Rafael Matos         | Spagna    | David Vega Hernández | 54       | 1              |
| Colombia   | Juan Sebastián Cabal | Brasile   | Marcelo Melo         | 63       | 2              |
| Italia     | Simone Bolelli       | Italia    | Fabio Fognini        | 64       | 3              |
| Portogallo | Francisco Cabral     | Argentina | Horacio Zeballos     | 74       | 4              |

* Ranking aggiornato al 13 febbraio 2023.

### Altri partecipanti
Le seguenti coppie di giocatori hanno ricevuto una wildcard per il tabellone principale:
- Thomaz Bellucci /  Thiago Monteiro
- Marcelo Demoliner /  Felipe Meligeni Alves

La seguente coppia di giocatori è entrata in tabellone usando il ranking protetto:
- Pedro Martínez /  Dominic Thiem

La seguente coppia di giocatori è passata dalle qualificazioni:
- Nikola Ćaćić /  Andrea Pellegrino

La seguente coppia di giocatori è entrata in tabellone come lucky loser:
- Mateus Alves /  João Fonseca

### Ritiri
Prima del torneo
- Thomaz Bellucci /  Thiago Monteiro → sostituiti da  Mateus Alves /  João Fonseca
- Federico Coria /  Diego Schwartzman → sostituiti da  Tomás Martín Etcheverry /  Diego Schwartzman
- Marcel Granollers /  Horacio Zeballos → sostituiti da  Francisco Cabral /  Horacio Zeballos
- Jamie Murray /  Michael Venus → sostituiti da  Sadio Doumbia /  Fabien Reboul
- Lorenzo Musetti /  Andrea Vavassori → sostituiti da  Alexander Erler /  Lucas Miedler

## Punti
| Evento    | V   | F   | SF  | QF | 2T   | 1T | Q  | Q2 | Q1 |
| Singolare | 500 | 300 | 180 | 90 | 45   | 0  | 20 | 10 | 0  |
| Doppio    | 500 | 300 | 180 | 90 | N.D. | 0  | 45 | 25 | 0  |

## Montepremi
| Evento    | V        | F        | SF       | QF      | 2T      | 1T      | Q2     | Q1     |
| Singolare | $376,620 | $202,640 | $108,000 | $55,170 | $29,455 | $15,710 | $8,050 | $4,515 |
| Doppio*   | $123,710 | $65,980  | $33,380  | $16,690 | $8,640  | N.D.    | N.D.   | N.D.   |

* per team

## Campioni

### Singolare
Cameron Norrie ha sconfitto in finale  Carlos Alcaraz con il punteggio di 5-7, 6-4, 7-5.
• È il quinto titolo in carriera per Norrie, il primo della stagione.

### Doppio
Máximo González /  Andrés Molteni hanno sconfitto in finale  Juan Sebastián Cabal /  Marcelo Melo con il punteggio di 6-1, 7-6(3).